# كريس فينيجان
كريس فينيجان (بالإنجليزية: Chris Finnegan)‏ مواليد 5 يونيو 1944 في اور، باكينغهامشير، إنجلترا - الوفاة 2 مارس 2009، كان ملاكم محترف إنجليزي صنّف ضمن فئة الوزن الثقيل. سبق أن شارك في دورة الألعاب الأولمبية الصيفية سنة 1968 وحقق الميدالية الذهبية فيها.

## إحصائيات
خاض خلال مسيرته 37 نزالا، فاز في 29 وتعادل في 1 وخسر في 7. فاز بالضربة القاضية في 16 نزالا.

## الميداليات
| الميدالية | المسابقة                       |
| --------- | ------------------------------ |
| ذهبية     | الألعاب الأولمبية الصيفية 1968 |

## روابط خارجية
- كريس فينيجان على موقع بوكس ريك (الإنجليزية) (registration required)
- كريس فينيجان على موقع أوليمبيديا (الإنجليزية)